# Амин аль-Маджадж
Амин аль-Маджадж (араб. أمين المجاج‎, умер 1998) - мэр Восточного Иерусалима с 1994 по 1998 год.
Он занял пост после смерти Рухи аль-Хатиба 5 июля 1994 года. После смерти Амина аль-Маджаджа пост был вакантен, пока в 1999 году его не занял Заки аль-Гуль. Пост мэра Восточного Иерусалима не признаётся Израилем.